# Thar Deu Ling
Pour les articles homonymes, voir Ling.
Le centre Thar Deu Ling est une association bouddhiste de la tradition Mahayana (Grand Véhicule), situé à Chelles en Seine-et-Marne (Le Noirhard - rue du Bel Air). Thar Deu Ling se rattache à la lignée Gelugpa, une des quatre écoles du Bouddhisme tibétain. L'association offre à chacun la possibilité de pratiquer la voie spirituelle du bouddhisme tibétain et d’étudier la philosophie bouddhiste de manière directe auprès de maîtres authentiques. Des enseignements, des pratiques de méditation et des retraites sont régulièrement proposés à Chelles et à Paris.

## Histoire
Thar Deu Ling a été fondé en 1980 par le 101e Ganden Tripa Loungri Namgyél Rinpoché peu après son arrivée en France. Bien que Loungri Namgyél Rinpoché continue de donner ponctuellement enseignements et initiations dans le cadre du centre, ce dernier est placé sous l'autorité spirituelle du gueshé Losang Yeshé,.